# 교가세역
교가세역(일본어: 京ヶ瀬駅)은 일본 니가타현 아가노시에 위치한 동일본 여객철도 우에쓰 본선의 철도역이다. 상대식 승강장 2면 2선의 구조를 갖춘 지상역이다.

## 타는 곳
| 1 | ■ 우에쓰 본선 | (상행)   | 니쓰 방면              |
| 1 | ■ 우에쓰 본선 | (하행)   | 시바타 · 무라카미 방면 |
| 2 | ■ 우에쓰 본선 | (대피선) | (대피선)               |

## 역 주변
- 국도 제460호선
- 아가노 시 교가세 공업단지

## 역사
- 1943년 9월 30일 : 교가세 신호장으로서 개설.
- 1962년 4월 1일 : 역으로 승격, 교가세역 개업.
- 1972년 9월 1일 : 역원 무배치화.
- 1987년 4월 1일 : 일본국유철도 분할 민영화에 의해, 동일본 여객철도가 승계.
- 2008년 3월 15일 : SUICA 서비스 개시.

## 인접 역
| 동일본 여객철도 우에쓰 본선 | 동일본 여객철도 우에쓰 본선 | 동일본 여객철도 우에쓰 본선 |
| --------------------------- | --------------------------- | --------------------------- |
| 니쓰 니쓰 방면              | ■ 우에쓰 본선               | 스이바라 아키타 방면        |